# Eukene Larrarte
Eukene Larrarte Arteaga (* 13. September 1998 in Tolosa) ist eine spanische Radsportlerin, die Rennen auf der Bahn und auf der Straße bestreitet.

## Sportlicher Werdegang
Der Vater von Eukene Larrarte war Radsportler und steckte seine Tochter mit seiner Begeisterung an. Diese spielte zunächst noch Fußball, entschied sich dann aber für den Radrennsport und schloss sich dem heimischen Team Gipuzkoa Ogi Berri an.
2016 errang Larrarte ihren ersten spanischen Meistertitel der Elite, als sie gemeinsam mit Ane Iriarte, Ziortza Isasi und Irene Usabiaga die Mannschaftsverfolgung gewann. 2017 wurde sie Meisterin im Zweier-Mannschaftsfahren (mit Leire Olaberria), 2018 und 2019 mit Tania Calvo weitere Mal. Zudem wurde sie 2019 spanische Meisterin im Omnium. Bei den UEC-Bahn-Europameisterschaften 2020 belegte der spanischen Frauen-Vierer mit Iriarte, Isasi, Usabiaga und Larrarte Platz vier.
Im Mai 2021 errang sie ihren ersten internationalen Erfolg, als sie beim Lauf des UCI Track Cycling Nations’ Cup in Hongkong im Ausscheidungsfahren Rang drei belegte.

## Privates
Neben ihrer Radsportlaufbahn studierte Eukene Larrarte Jura.

## Erfolge
2016
- Spanische Meisterin – Mannschaftsverfolgung (mit Ane Iriarte, Ziortza Isasi und Irene Usabiaga)

2017
- Spanische Meisterin – Zweier-Mannschaftsfahren (mit Leire Olaberria)

2019
- Spanische Meisterin – Omnium, Zweier-Mannschaftsfahren (mit Tania Calvo)

2020
- Spanische Meisterin – Zweier-Mannschaftsfahren (mit Tania Calvo)

2021
- Spanische Meisterin – Omnium, Ausscheidungsfahren, Zweier-Mannschaftsfahren (mit Tania Calvo)

2022
- Spanische Meisterin – Ausscheidungsfahren

2023
- Europameisterschaft – Scratch

2024
- Spanische Meisterin – Scratch